# Борык
Борык (каз. Борық) — село в Жангалинском районе Западно-Казахстанской области Казахстана. Входит в состав Пятимарского сельского округа. Код КАТО — 274053400.

## Население
В 1999 году население села составляло 364 человека (193 мужчины и 171 женщина). По данным переписи 2009 года, в селе проживало 336 человек (177 мужчин и 159 женщин).